# James Gardiner
James Arthur Gardiner (Detroit, 25 de octubre de 1930-Seattle, 29 de abril de 2016) fue un deportista estadounidense que compitió en remo. Participó en los Juegos Olímpicos de Melbourne 1956, obteniendo una medalla de plata en la prueba de doble scull.

## Palmarés internacional
| Juegos Olímpicos | Juegos Olímpicos      | Juegos Olímpicos | Juegos Olímpicos |
| Año              | Lugar                 | Medalla          | Prueba           |
| ---------------- | --------------------- | ---------------- | ---------------- |
| 1956             | Melbourne (Australia) | Medalla de plata | Doble scull      |